# Менде (народ)

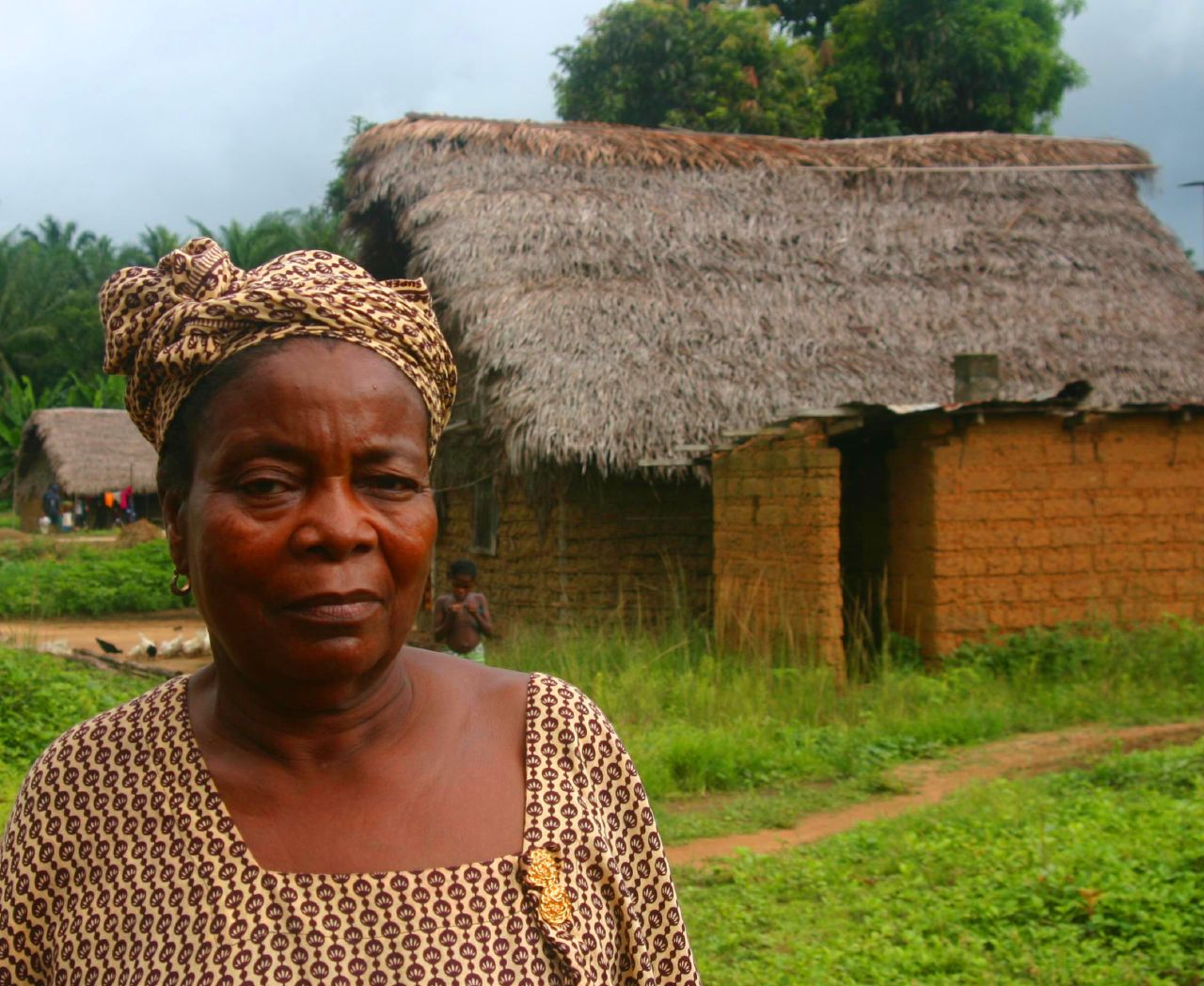
Жінка народу менде

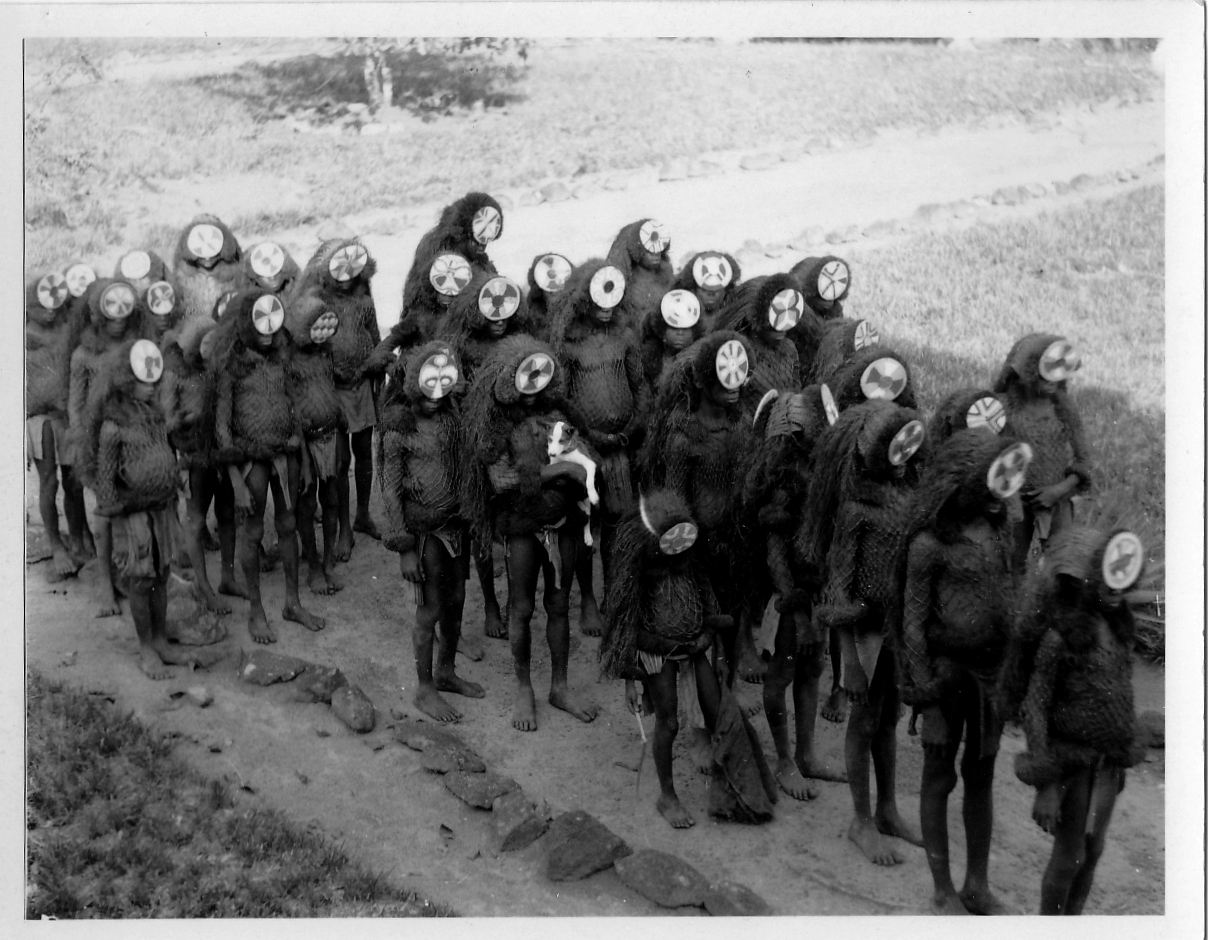
Церемонія ініціації

Менде — народність, яка проживає на території Сьєрра-Леоне і в прикордонних районах Ліберії. Загальна чисельність — близько 1510 тис. осіб. Розмовляють мовою менде, яка належить до південної групи мовної сім'ї манде.
Походження народу менде пов'язано з асиміляцією місцевих племен кісі і буллом плем'ям мане, яке, своєю чергою, складалося з вихідців з народів манден, банді та лома. В доколоніальний період народність манде налічувала до 70 різних вождеств. Геном менде на 13 % успадкований від стародавнього виду приматів, що населяв Західну Африку до Homo Sapiens.
Основні заняття більшості представників народу традиційні для племен цього регіону. Основною формою землеробства є ручне землеробство, вирощуються какао, кава, бавовна, рис, імбир. Також важливу роль відіграє збиральництво. Основні ремесла — ткацтво, плетіння, різьблення по дереву.
Найпоширеніша форма поселення — купчасті, хатина найчастіше виготовлена з обмазаних глиною прутів, з конічним дахом з листя пальм.
Основою суспільства племені є сільська громада (кулоко) і великі сім'ї (мавей). В принципі для суспільства характерна родова організація, з патрилокальним шлюбом.
Серед племен поширені християнство та іслам (сунізм). Місцеві вірування мають на увазі політеїзм, культ предків та сил природи.
Ймовірно, найвідоміший представник цієї народності — Мартін Лютер Кінг.